# Alfredo Cardona
Alfredo Cardona Torres (Ibiza; 8 de septiembre de 1950-Valencia; 19 de marzo de 2023) fue un militar español, Jefe de Estado Mayor de las Fuerzas Armadas Españolas, además presidió el Mando Aliado de Transformación de la OTAN y fue uno de los comandantes de las tropas españolas durante la permanencia de estas en la Guerra de Irak.

## Biografía

### Educación temprana
Cardona nació en la isla de Ibiza en 1950. Cursó el bachillerato entre 1960 y 1966; los dos primeros años en el antiguo Ayuntamiento de Dalt Vila. Cardona y el resto de bachilleres de su promoción inauguraron el Instituto de Santa María en 1962, cuando por primera vez compartieron las aulas con chicas.

### Carrera militar
Después, con solo dieciocho años, decidió ingresar en la Academia Militar de Zaragoza en 1968, siguiendo los pasos de su padre; desde entonces, su progresión ha sido imparable hasta alcanzar el máximo rango de la carrera militar, teniente general, solo por debajo del general de Ejército (que es el empleo que ostenta el jefe del Ejército de Tierra).
Cardona dirigió el primer convoy de ayuda humanitaria que cruzó el río Neretva en Bosnia, en 1992, cuando estaba sumida en la guerra que siguió a la desintegración de Yugoslavia; cuatro años después volvió y estuvo destinado en el Cuartel General de la División Multinacional Sur-Este en Mostar. La misión más importante hasta la de Irak le llevó a Kósovo en el año 2000, cuando ya como coronel se puso al mando del contingente español, integrado por 1.200 hombres y mujeres y que formaba parte de la Brigada Multinacional Oeste  en Kosovo. Su objetivo era proteger a las minorías étnicas. Además, ha desempeñado comisiones de servicio en Jordania, Canadá, Francia, Portugal, Italia, Bélgica y Marruecos. Ha realizado cursos de operaciones especiales, paracaidista de alta cota, buceador de asalto, entre otros muchos, y tiene los diplomas de paracaidista de los ejércitos de Estados Unidos, Portugal y Jordania.

#### Guerra de Irak
Desde julio de 2003 hasta marzo de 2010, adquirió notoriedad pública al ser el primer jefe de las tropas españolas en Irak y de la Brigada Plus Ultra, la primera unidad multinacional del país, integrada por 2.500 militares de los que 1.300 eran españoles y el resto, de cuatro estados centroamericanos.
El contingente se desplegó en las provincias de Al-Qadissiya y Nayaf mientras en España se recrudecía el enfrentamiento entre los que rechazaban la intervención militar y el Gobierno del Partido Popular, una polémica en la que Cardona siempre permaneció al margen. No obstante, el general sintió que el apoyo hacia el contingente era unánime y «absoluto», y así lo sentían los militares españoles.